# 阿三·撒儿塔黑台
阿三·撒儿塔黑台（Asan sartaqtai，12世纪？—1219年），蒙古帝国穆斯林商人，研究者认为他和《世界征服者史》记载的哈散・哈只是同一人物。
铁木真因克烈部背信在合兰真沙陀之战被击败，逃往班朱尼河。阿三从汪古部阿剌兀思剔吉忽里之处前来，他骑着一头白驼，赶着羯羊一千只，顺着额尔古纳河而下，去收购貂、青鼠。在班朱尼河饮羊时，遇见了铁木真。他为铁木真提供了食物、情報，为其復興做出了貢献。
《世界征服者史》记载1219年，蒙古西征中亚，成吉思汗长子术赤率军攻打锡尔河流域要塞毡的，途径昔格納克，派哈散・哈只去劝降。哈散・哈只以穆斯林商人的身份劝降，城中的恶棍、破落户高叫「真主至大」，将他殺害。术赤大怒，经过七天力攻，破城之后，将城中居民全部屠殺。派哈散・哈只的儿子作为当地的政事官。